# قلالون ۱
قلالون ۱ مربوط به دوران پارینه‌سنگی جدید است و در شهرستان کوهدشت، بخش مرکزی، دهستان گل گل، روستای اشتره گل گل واقع شده و این اثر در تاریخ ۲۸ اسفند ۱۳۸۵ با شمارهٔ ثبت ۱۸۴۹۸ به‌عنوان یکی از آثار ملی ایران به ثبت رسیده است.